# Taras Bulba (2009)
Taras Bulba (ryska: Тарас Бульба) är en rysk historisk krigs/action/dramafilm från 2009 som bygger på Nikolaj Gogols roman med samma namn. Handlingen utspelar sig under ett kosackuppror (1637-1638) då de kämpade för att befria sitt moderland Ukraina från det polska förtrycket. Under kriget mot polackerna förlorar Taras sina båda söner och för en kompromisslös kamp mot polackerna.

## Om filmen
Filmen har spelats in på ett flertal historiska platser i Ukraina såsom Zaporizjzja, Chotyn och Kamjanets-Podilskyj. Filmen har regisserats av Vladimir Bortko och huvudrollerna innehas av ryska, ukrainska och polska skådespelare såsom Bohdan Stupka (som Taras Bulba), Ada Rogovtseva (som Taras Bulbas hustru), Ihor Petrenko (som Andrij Bulba) Vladimir Vdovitjenkov (som Ostap Bulba)och Magdalena Mielcarz (som Ada). Filmen hade premiär den 2 april 2009 i Kazakstan.

## Rollista i urval
- Vladimir Vdovichenkov - Ostap
- Igor Petrenko - Andriy
- Bogdan Stupka - Taras Bulba
- Ada Rogovtseva - Taras Bulbas hustru
- Magdalena Mielcarz - Alzhbeta
- Mikhail Boyarsky - Moisei Shilo
- Liubomiras Lauciavicius - Polsk hertig